# Sowade
Sowade (auch Sowada, polnisch Zawada [zaˈvada], 1936–1945 Hinterwasser O.S.) ist eine Ortschaft in Oberschlesien. Sowade liegt in der Gemeinde Turawa im Powiat Opolski (Landkreis Oppeln) in der polnischen Woiwodschaft Opole. Seit 2012 ist Sowade offiziell zweisprachig (Polnisch und Deutsch).

## Geographie

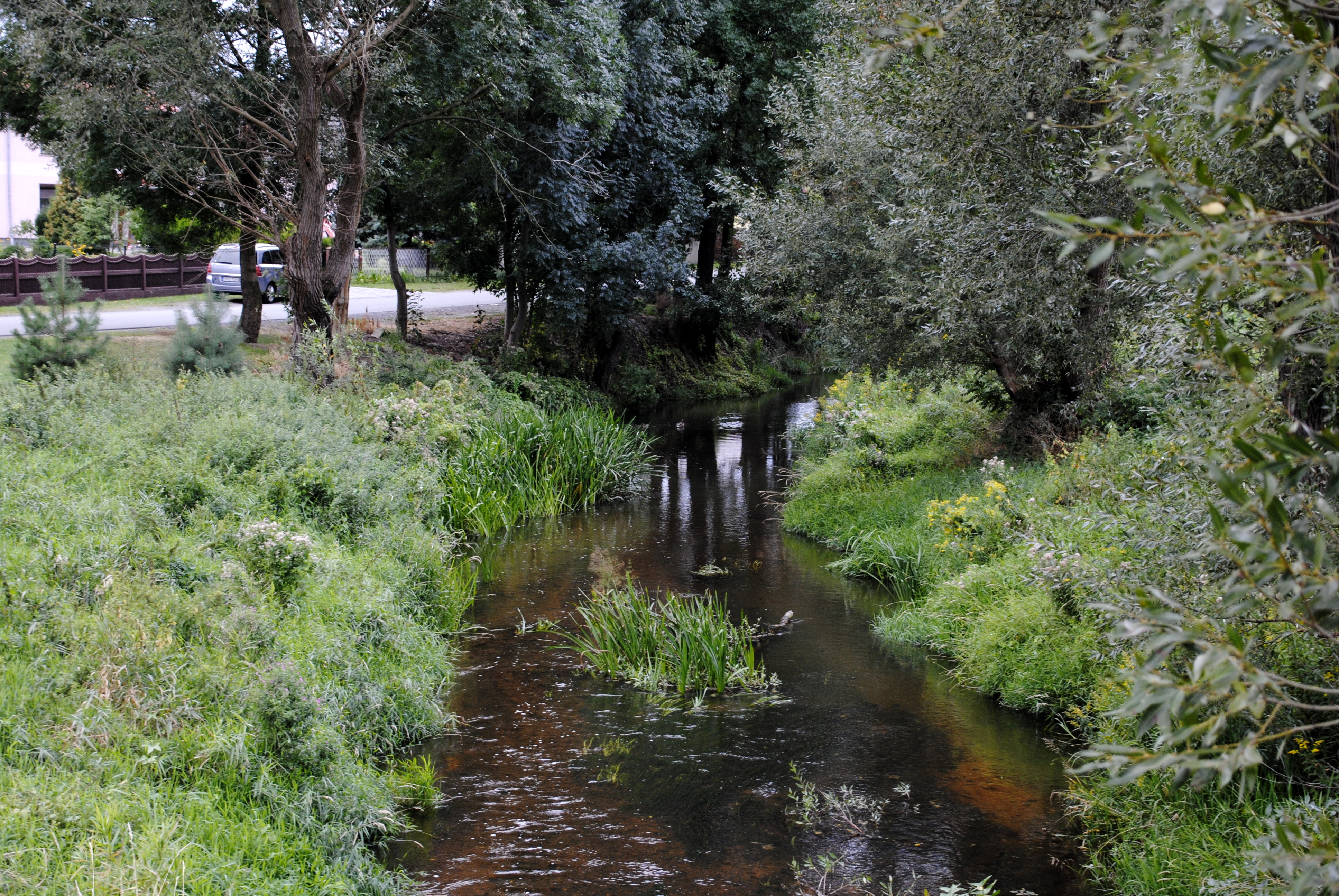
Jemielnica in Sowade

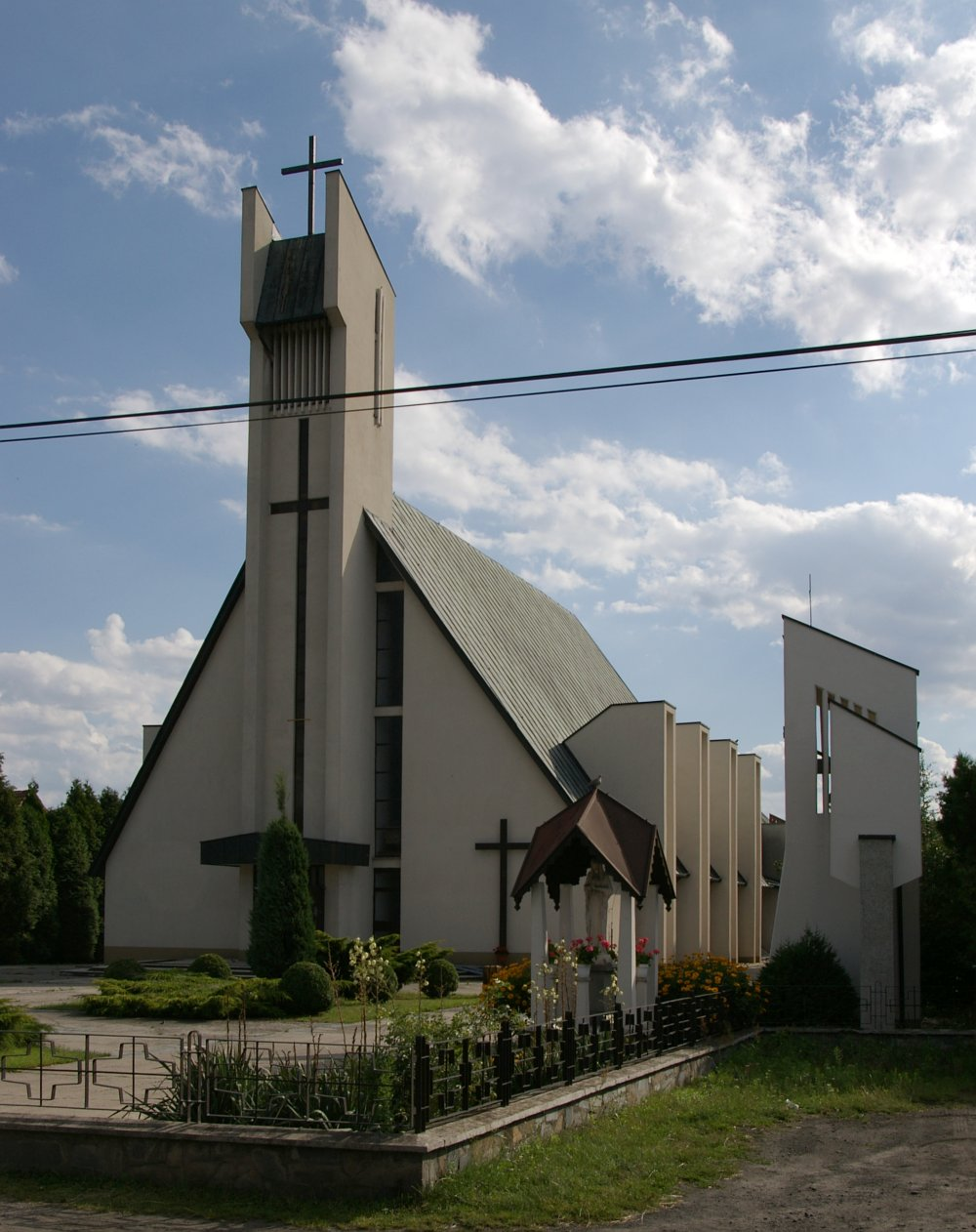
St. Florian

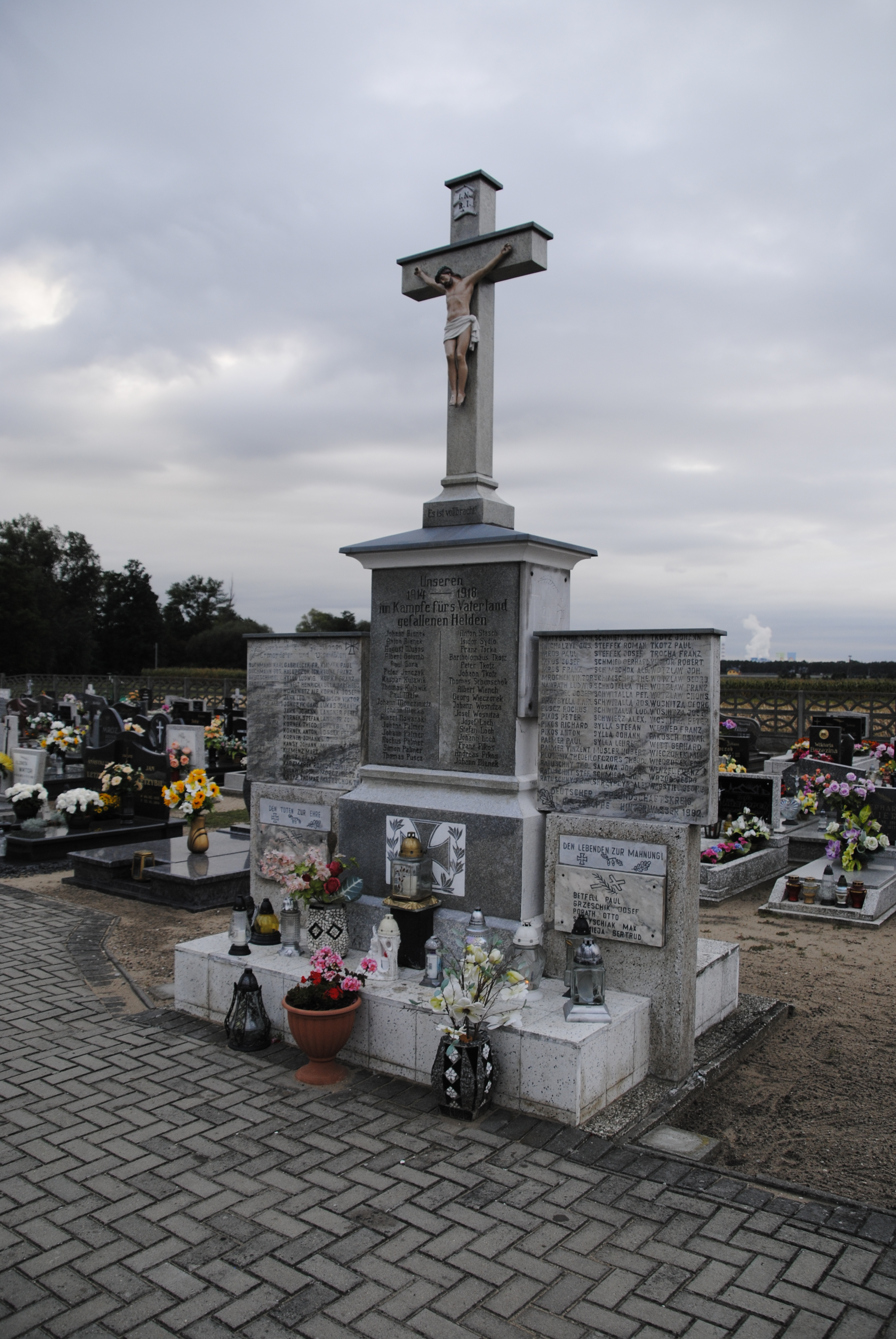
Gefallenendenkmal auf dem Friedhof

### Geographische Lage
Sowade liegt in der historischen Region Oberschlesien im Oppelner Land. Der Ort liegt etwa sieben Kilometer südwestlich vom Gemeindesitz Turawa und sieben Kilometer nordöstlich von der Kreisstadt und Woiwodschaftshauptstadt Opole (Oppeln).
Sowade liegt in der Nizina Śląska (Schlesischen Tiefebene) innerhalb der Równina Opolska (Oppelner Ebene). Der Ort liegt am Himmelwitzer Wasser (bzw. dem Chronstauer Flößbach, poln. Chrząstawa oder Jemielnica). Durch Sowade verläuft die Landesstraße Droga krajowa 45.

### Nachbarorte
Nachbarorte von Sowade sind im Westen Kempa (Kępa), im Nordwesten Luboschütz (Luboszyce), im Norden Kollanowitz (Kolanowice), im Nordosten Wengern (Węgry), der Weiler Borek und Klein Kottorz (Kotórz Mały) und im Südwesten der Oppelner Stadtteil Gosławice (Goslawitz).

## Geschichte
Der Ort wurde 1618 als Vorwerk an der Chaussee von Oppeln nach Rosenberg angelegt. Der Ortsname leitet sich vom Namen des Gründers ab, Dorf des Zawadas. Nach dem Ersten Schlesischen Krieg 1742 fiel Sowade mit dem größten Teil Schlesiens an Preußen.
Nach der Neuorganisation der Provinz Schlesien gehörte die Landgemeinde Sowade ab 1816 zum Landkreis Oppeln im Regierungsbezirk Oppeln. 1845 wird das Dorf als Sowada erwähnt. Im gleichen Jahr bestanden im Dorf 62 Häuser. Im gleichen Jahr lebten in Sowade 405 Menschen, davon zwölf evangelisch und sieben jüdisch. 1865 hatte der Ort 16 Gärtner und sieben Ackerhäusler und 24 Angerhäusler. Außerdem wird zu diesem Zeitpunkt eine katholische Schule mit 80 Kindern erwähnt. 1874 wurde der Amtsbezirk Sowade gegründet. Erster Amtsvorsteher war der Domänenpächter Gerstenberg.
Bei der Volksabstimmung in Oberschlesien am 20. März 1921 stimmten 232 Wahlberechtigte für einen Verbleib bei Deutschland und 224 für Polen, im Gutsbezirk Sowade stimmten 77 Personen für Deutschland und keine Person für Polen. Sowade verblieb beim Deutschen Reich. 1933 lebten im Ort 1088 Einwohner. Am 19. Mai 1936 wurde der Ort in Hinterwasser umbenannt. 1939 hatte der Ort 1209 Einwohner. Bis 1945 befand sich der Ort im Landkreis Oppeln.
1945 kam der bisher deutsche Ort Sowade unter polnische Verwaltung und wurde in Zawada umbenannt und der Woiwodschaft Schlesien angeschlossen. 1950 kam der Ort zur Woiwodschaft Opole. Von 1982 bis 1994 wurde die neue katholische Kirche erbaut. 1999 kam der Ort zum wiedergegründeten Powiat Opolski. Am 8. März 2012 erhielt der Ort zusätzlich den amtlichen deutschen Ortsnamen Sowade.

## Sehenswürdigkeiten und Denkmale
- Die römisch-katholische Kirche St. Florian (poln. Kościół św. Floriana) wurde zwischen 1982 und 1994 erbaut. Die gleichnamige Pfarrei wurde 1985 gegründet. Die Konsekration des Kirchenbaus fand am 26. Oktober 1996 unter dem Oppelner Bischof Alfons Nossol statt.[7]
- Denkmal für die Gefallenen Soldaten beider Weltkriege auf dem Dorffriedhof
- Burgwall
- Ehemaliger Gutspark

## Vereine
- Deutscher Freundschaftskreis
- Die Freiwillige Feuerwehr in Sowade sorgt für den Brandschutz und die allgemeine Hilfe insbesondere auf örtlicher Ebene
- Fußballverein LZS Zawada